# フィリップ・ド・ラ・イール

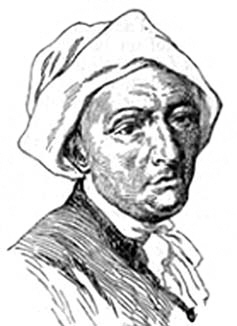
フィリップ・ド・ラ・イール

フィリップ・ド・ラ・イール（Philip(p)e de La Hire、ライール（Lahire）と綴っているものもある、 1640年3月18日 - 1718年4月21日）は、フランスの王太子付地理学者・幾何学者・天文学者・画家である。
パリの有名な画家ローラン・ド・ラ・イール（Laurent de La Hire）の息子として生まれた。1660年にローマに絵の勉強に出たが、パリに戻ると、科学の勉強を始め、数学に才能を示した。1678年にフランス王立科学アカデミーの会員になり、その後天文学の分野の活動を始めた。太陽や月、惑星の運行表を計算するとともに、1679年から1682年の間、もともとジャン・ピカールが企画し、途中まで実施したフランス国土の地図作成に資するためのフランス海岸線の測量を助け、これを受け継いだ。この測量成果は「フランス輪郭地図」(Carte des contours de la France : Carte de France corrigée par ordre du Roi sur les observations de Mrs de l'Académie des sciences) として、1682年にフランス科学アカデミーに上納され、1693年に発行された。1683年にはパリ子午線の子午線弧を北方に延長するのに助力した。同年コレージュ・ロワイヤル（Collège Royal）の数学の教授となり、1687年からAcadémie d'architectureでも教えた。

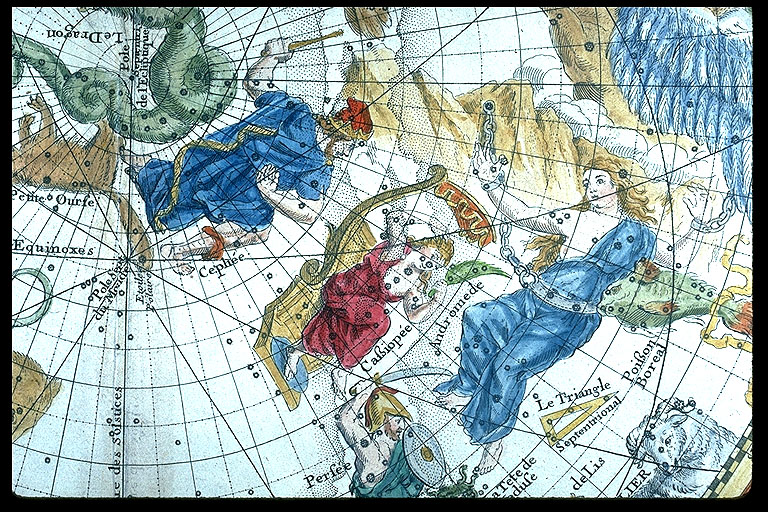
「ラ・イールの天球図」（1705年）よりアンドロメダ座、カシオペヤ座、ケフェウス座付近

1673年には幾何学に関する『幾何学の新方法』（Nouvelle Méthode en Géométrie pour les sections des superficies coniques et cylindriques）を著したほか、魔方陣に関する13世紀のギリシャのマヌーエール・モスコプールス（Manuel Moschopulus）の著書を翻訳し、過去の理論を収集した。1705年に 『力学理論』（Traite de Mechanique）を発表した。また同年 『天球図』（Planisphere Celeste Septentrional et Meridional）を出版した。ラ・イールの天球図は、アメリカの連邦議会図書館の他、日本でも千葉市科学館（Qiball）に所蔵されている（ただし、北天図は1766年版、南天図は1760年版）。
月の山に名前が付けられている。
彼の二人の息子のうち、ガブリエル＝フィリップ・ド・ラ・イール（Gabriel-Philippe de La Hire,  1677-1719）は数学者として、ジャン＝ニコラ・ド・ラ・イール（fr:Jean-Nicolas de La Hire, 1685-1727）は植物学者として、科学における目覚しい業績を残した。